# Копей Богдан Володимирович
Копей Богдан Володимирович (30 серпня 1945, Літиня, Дрогобицького району Львівської області) — гірничий інженер, фахівець нафтогазової галузі, доктор технічних наук (1996), член Української нафтогазової академії.

## Біографія
Народився 13 серпня 1945 року (30 серпня записано в паспорті через переміщення батьків з Німеччини в Україну, с. Літиня). З 1946 року по 1950 рік проживав у с. Устя Зелене Тернопільської області. У 1950 році переїхав жити в Станіслав, спочатку жив на Майзлях, а пізніше на теперішній вулиці Шевченка.
З 1952 року навчався в 4–й школі, пізніше в СШ№ 8. У 1962 році закінчив школу № 13 в м. Станіславі. Поступив на вечірнє відділення Станіславського загально-технічного факультету Львівського політехнічного інституту. В 1971 році закінчив Івано-Франківський інститут нафти і газу (ІФІНГ). Викладацьку роботу почав у лютому 1972 року за сумісництвом. Вів лабораторні заняття з дисципліни «Гідромашини та компресори» для груп ТРНГ та керував дипломним проектуванням студентів спеціальності НО.
Працював інженером, старшим інженером, молодшим та старшим науковим співробітником у НДС ІФІНГ. На факультеті підвищення кваліфікації з 1976 року читав лекції з надійності нафтового обладнання. З 1978 року працював асистентом, старшим викладачем, доцентом, професором кафедри нафтового обладнання. У 2009—2016 роках — завідувач кафедри морських нафтогазових технологій ІФНТУНГ, у 2016—2018 роках — завідувач кафедри нафтогазового обладнання. З 1 вересня 2018 року по 21 грудня 2024 року — професор кафедри нафтогазових машин та обладнання ІФНТУНГ.
У 1986—1989 роках — викладач кафедри нафтогазового обладнання Національного інституту нафти, газу і нафтохімії (INH) в м. Бумердес, Алжир. Лекції читав французькою мовою. Прочитав для студентів INH лекції з 6 дисциплін. Започаткував в Алжирі підготовку фахівців з технічного обслуговування машин та обладнання.
У 2001 році проходив стажування та читав лекції з надійності машин в Університеті Реджайни (Канада).
У 2012—2018 роках викладач кафедри буріння, нафти та газу Краківської гірничо-металургійної академії (AGH). Лекції читав англійською мовою.
В 1999—2004 роках — керівник Івано-Франківського представництва (філії) ВМУРоЛ «Україна». У 2023 році нагороджений подякою "За вагомий вклад у розвиток Івано –Франківської філії ВМУРоЛ «Україна» президентом Таланчуком П. М. з нагоди 25 річчя заснування університету.
Володіє, крім української, англійською, французькою та російською мовами.

## Науковий доробок
Головні узагальнюючі праці Б. В. Копея — «Насосні штанги та труби з полімерних композитів», «Насосні штанги свердловинних установок для видобування нафти» і «Проєктування та міцність колон і з'єднань насосних штанг з полімерних композитів»  у співавторстві з синами. У книгах запропоновано нові методи проєктування та міцність колон і з'єднань насосних штанг, нові матеріали та покриття для насосних штанг та методики розрахунків на міцність у різних умовах навантажень і на цій основі дані практичні рекомендації щодо виготовлення, ремонту та подовження ресурсу насосних штанг. Копеєм Б. В. було опубліковано низку статей з проблем надійності роботи магістральних трубопроводів. Він одним із перших в Україні запропонував враховувати розсіювання характеристик витривалості під час оцінювання ресурсу та експлуатаційної надійності  бурильних труб і насосних штанг та трубопроводів.
У його творчому доробку понад 706 опублікованих наукових праць та 47 винаходів і патентів.
Член спеціалізованих Вчених Рад із захисту докторських і кандидатських дисертацій Івано-Франківського національного технічного університету нафти і газу, Голова та член разових спеціалізованих Вчених Рад.Член редколегій збірника «Розробка та розвідка нафтогазових родовищ» та «Наукового вісника ІФНТУНГ», «Число» НТШ, журналу «Drilling, Oil and Gas» AGH, є членом Національної ради України з машинознавства та членом Міжнародного комітету IFTоMM з історії машин і механізмів. З 2002 року обраний академіком Нью-Йоркської академії наук, а з 2005 року членом Національного географічного товариства (США). В квітні 2005 року. обраний керівником відділення «Нафтогазове обладнання і механізми» УНГА і  членом Президії Академії. Член Вченої Ради Спілки буровиків України.
Копей Б. В. працював експертом наукової ради МОН України за напрямком «Матеріалознавство» та членом комісії з РКК науково-методичної ради МОН України (секція — обладнання нафтогазової промисловості), провів акредитаційну експертизу Полтавського нафтового технікуму (2008 рік), НТУ «ХПІ» (2012 рік) та НТУ «Дніпровська політехніка» (2018 рік).

### Основні монографії, огляди, підручники та посібники
- Северинчик Н. А., Копей Б. В. Коррозионно-усталостная прочность бурильных труб и способы ее повышения. Тематический обзор ВНИИОЭНГ, М., 1977, 72 с.
- Северинчик Н. А., Копей Б. В. Долговечность и надежность геологоразведочных бурильных труб. М., «Недра», 1979, 176 с.
- Северинчик Н. А., Масник О. Т., Копей Б. В. Коррозия и коррозионная усталость подземного бурового оборудования. Львов, «Вища школа», издательство при Львовском госуниверститете 1981, 144с.
- Тараевский С. И., Копей Б. В., Коваль В. П. Защита глубиннонасосных штанг от коррозионно-механического разрушения при эксплуатации в сероводородсодержащих средах. Обзорная информация ВНИИОЭНГ, М., 1981, 36с.
- Копей Б. В., Тараевский С. И. Защитные покрытия для насосных штанг. Обзорная информация, ВНИИОЭНГ, М., 1982, 32с.
- Баштанников Л. А., Копей Б. В. Компоновка бурильной колонны, равнонадежной по сопротивлению труб усталости. Обзорная информация, ВНИИЭГАЗпром. Сер. «Бурение газовых и  газоконденсатных скважин», М., 1985, 42с.
- Баштанников Л. А., Копей Б. В. Надежность бурильных и обсадных труб и контроль качества их материала. Обзорная информация, ВНИИЭГАЗпром. Сер. «Бурение газовых и газоконденсатных скважин», № 1, 1987, 53 с.
- Копей Б. В., Федорович Я. Т. Устранение технологических и эксплуатационных дефектов насосных штанг с одновременным их упрочнением. Обзорная информация, ВНИИОЭНГ. М., 1987, 42 с.
- Kopey В. Maintenance des equipements petroliers. Memoire methodique, INH, Boumerdes, 1989, Algerie, 60 р.
- Копей Б. В. Монтаж і експлуатація бурового обладнання. Конспект лекцій з дисципліни, ч.1. ВОП, ІФІНГ, 1992, 112с.
- Копей Б. В. Розрахунок, монтаж і експлуатація бурового обладнання. Підручник для студентів нафтових вузів. Івано-Франківськ, Факел., 2001, 446с.
- Копей Б. В., Максимук О. В., Щербина Н. М., Розгонюк В. В., Копей В. Б. Насосні штанги і труби з полімерних композитів: проектування, розрахунок, випробування. Львів: ІППММ ім. Я. С. Підстригача НАН України, 2003 р. — 352 с.
- Механіка руйнування і міцність матеріалів. Довідн.посібник / Під заг.ред. В. В. Панасюка. К.: Наукова думка. Т.10: Міцність та довговічність нафтогазового обладнання / Під ред. В. І. Похмурського, Є. І. Крижанівського. Львів-Івано-Франківськ, ФМІ ім. Г. В. Карпенка НАН України, ІФНТУНГ, 2006.-1193 с.
- Копей Б. В. Відділення «Нафтогазове обладнання і механізми» Української нафтогазової академії — 15 років (1993—2008) — Івано-Франківськ, 2008 — 74 с.
- Копей Б. В., Копей В. Б. Використання методу скінченних елементів та тривимірного комп'ютерного моделювання для конструювання та оптимізації параметрів нафтогазового обладнання: Навчальний посібник. — Івано-Франківськ: Факел, 2008—117 с.
- Копей Б. В., Копей В. Б., Копей І. Б. Насосні штанги свердловинних установок для видобування нафти. Монографія. Івано-Франківськ, ІФНТУНГ, 2009, — 406с.
- Копей Б. В. Мобільні вимірювальні системи в нафтогазовій та гірничій промисловості [Текст]: монографія / Б. В. Копей, В. В. Лопатін, О. І. Стефанишин ; НАН України, Івано-Франківськ. нац. техн. ун-т нафти і газу, Ін-т геотехн. механіки ім. Н. С. Полякова НАН України. — Івано-Франківськ: [ІФНТУНГ], 2010. — 392 с. — ISBN 978-966-964-128-5 : 73.00 р.
- Kopey B.V., Kopey V.B. Sucker rods for pumping units. Ivano-Frankivsk, IFNTUOG, 2010—448 pp.
- Копей Б. В., Копей В. Б., Копей І. Б. Насосні штанги свердловинних установок для видобування нафти. Монографія. (переклад англ. мовою. Переклад Дерді Е. Т., Барилів О. І., Карпюк І. В., Пірус Т. С., Сахро А. С. та Солонишин І. С.). В п'яти частинах. Івано-Франківськ, ІФНТУНГ, 2010, — 976 с.
- Підвищення надійності газотранспортних систем: монографія / Б. В. Копей, А. Бенмуна, В. І. Слободян та ін. Монографія. Серія «Нафтогазове обладнання», том 8 — Івано-Франківськ: ІФНТУНГ, 2012. — 300 с.
- Kopey Bogdan, Lopatin Valery. Some experiments of Ukrainian research centers within the range of monitoring safety of mining shaft steelworks. Transport szybowy.Monografia. Instytut Techniky Gorniczej KOMAG. — Gliwice. — 2013 — pp. 61 — 72.
- Б. В. Копей. Обладнання для попередження відкладень асфальтосмолистих речовин, парафіну та піску: монографія / Б. В. Копей, О. О. Кузьмін, С. Ю. Онищук. Серія «Нафтогазове обладнання», том 3 — Івано-Франківськ: ІФНТУНГ, 2014—216 с.
- Копей Б. В., Сизоненко А. В. Атлас зламів елементів бурильної колони. Монографія. Серія «Нафтогазове обладнання», том 4 — Івано-Франківськ, ІФНТУНГ, 2014  — 57 с.
- Копей Б. В. Основи виробничих процесів та обладнання нафтогазового комплексу: навчальний посібник. Серія «Нафтогазове обладнання», том 5.– Івано-Франківськ: ІФНТУНГ, 2015—372 с.
- Копей Б. В. Ремонт трубопроводів полімерними композитними бандажами. / Б. В. Копей, О. О. Кузьмін, Т. П. Венгринюк. Серія «Нафтогазове обладнання», том 7 — Івано-Франківськ: Симфонія форте, 2016—324 с.
- Перспективные тренды развития науки: техника и технологии. В 2 книгах. К. 1.: монография / [авт. кол. : Львович И. Я., Некрасов В. А., Преображенский А. П. и др.]. — Одесса: Куприенко С. В., 2016—199 с. : ил., табл.
- Kopei B., Lopatin V. Digital spectral analysis in mobile control system of hoisting mine complex steelworks. In monograf «Problemy eksploatacji i zarzadzania w gornictwie». Krakow, AGH, — 2017.- pp. 147–152.
- Роман Яремійчук, Богдан Копей, Роман Стефурак, Ірина Клюфінська.  Українсько-французький словник з нафтогазової справи. — Івано-Франківськ: ІФНТУНГ — 2017 р., –284 с.
- Копей Б. В. Обладнання для розробки морських нафтогазових родовищ: навчальний посібник (англійською мовою). Серія «Нафтогазове обладнання», том 9  – Івано-Франківськ: ІФНТУНГ, 2018—523 с.
- Лопатін В. В., Копей Б. В., Копей І. Б. Промислові дослідження методу ватметрування верстата-качалки штангової насосної установки. В монографії «Інноваційна наука, освіта, виробництво і транспорт», за результатами симпозіуму 30-31 жовтня 2018 року, м. Одеса.
- Копей Б. В. Підвищення ефективності нафтогазопромислового обладнання: Монографія / Б. В. Копей, О. І. Стефанишин, А. Б. Стефанишин. Серія  «Нафтогазове обладнання», том 10.  –  Івано-Франківськ: Симфонія форте, 2019. — 358 с. — ISBN 978-966-286-153-2
- Bogdan Kopey. Drill column life prediction. Monograph. Lambert Acadimic Publishing. Riga, Latvia, 2019 — 56 p.

- Копей Б.В. Основи надійності нафтогазових машин та обладнання: навчальний посібник / Б. В. Копей, С. І. Гладкий // Серія «Нафтогазове обладнання». Т. 1. — Івано-Франківськ: ІФНТУНГ, 2019. — 304 с.
- Копей Б. В., Лях М. М. Розрахунок, конструювання, монтаж і експлуатація машин та обладнання для спорудження свердловин / Б. В. Копей, Лях М. М./Підручник. Серія «Нафтогазове обладнання», том 2 — Івано-Франківськ: ІФНТУНГ, 2020—750 с.
- Копей Б. В. Контроль технічного стану та підвищення  ресурсу штангової свердловинної насосної установки: Монографія / Б. В. Копей, В. В. Лопатін, І. Б. Копей. Серія  «Нафтогазове обладнання», том 11.  – Івано-Франківськ: ІФНТУНГ, 2020. 390 с.
- Кафедрі нафтогазових машин та обладнання Івано-Франківського національного технічного університету нафти і газу –75 років. / Крижанівський Є. І., Концур І. Ф., Федорович Я. Т. та ін..– Івано-Франківськ: Симфонія форте, 2021. — 120 с.-ISBN
- Копей  В. Б. Нафтогазове обладнання: у 12 томах./ За заг.ред. Б. В. Копея. Т.12. Проєктування та міцність колон і з'єднань насосних штанг з полімерних композитів: Монографія / В. Б. Копей, Б. В. Копей. Івано-Франківськ: ІФНТУНГ, 2021. 314 с. ISBN 978-966-694-381-4.
- Копей Б. В. Механіка руйнування та прогнозування ресурсу машин/ Конспект лекцій: Івано-Франківськ: ІФНТУНГ, 2022. –136 с.
- Копей Б. В. Новітнє обладнання для буріння і експлуатації свердловин на суходолі та на морі/ Конспект лекцій: Івано-Франківськ: ІФНТУНГ, 2022. –185 с.
- Михайлюк В. В., Концур І. Ф., Копей Б. В., Дейнега Р. О. М. Гідромашини: атлас схем та конструкцій. Івано-Франківськ: ІФНТУНГ, 2022 — 27 c.
- Копей Б. В. Обладнання для розробки морських нафтогазових родовищ. Підручник. / Б. В. Копей, Серія «Нафтогазове обладнання», том 13– Івано-Франківськ: ІФНТУНГ, 2023—395 с. ISBN 978-966-694-417-0
- Коpey B. V., Shostakivskyi I.I. Oil and Gas Engineering and Technology. Textbook. Підручник.Series «Petroleum equipment», volume 14 — Ivano-Frankivsk: IFNTUOG, 2023. 348 p.
- Б. В. Копей. Нафтогазове обладнання: у 15 т. За заг. ред. Б. В. Копея. Т.15. Оцінка працездатності та підвищення довговічності насосних штанг/ Б. В. Копей, Я. Т. Федорович, В. В. Михайлюк. Івано-Франківськ: ІФНТУНГ, 2023. 290 с.ISBN 978-966-694-418-7

### Наукові ступені та вчені звання
- Кандидат технічних наук (1979),
- Доктор технічних наук (1996),
- Доцент (1985),
- Професор (2001).

## Міжнародна діяльність
- ·        Упродовж 1985—1986 р.р. з метою вивчення французької мови для читання лекцій в Алжирі навчався у Московському педагогічному інституті іноземних мов ім. М.Тореза. На той момент він добре володів англійською мовою, що сприяло швидшому засвоєнню другої іноземної мови. Щоденні заняття з французької мови з досвідченим викладачем дали можливість вже перші лекції читати без проблем. ·           Згодом знання мови вдалося закріпити у Франції, в університеті ім. Поля Валєрі в місті Монпельє, де Копей Б. В. перебував з групою викладачів — стажерів. Вони ходили по місту, відвідували французькі сім'ї, різні вечірки та свята, в тому числі День взяття Бастилії. Особливе враження справили екскурсії по півдню Франції — Арль, Каркасон, Нарбонн, Авіньйон (місто резиденції пап), Канни, Ніцца, Нім, Монако. Поїздка в Париж на завершенні курсів запам'яталась на все життя. Протягом 1986-89 рр. Богдан Володимирович  працює викладачем в Національному інституті нафти, газу та хімії у м. Бумердес (Алжир), де готує фахівців для нафтогазової промисловості Алжирської народної демократичної республіки. В Алжир Копей Б. В. вилетів з сім'єю 6 вересня 1986 року. Африка зустріла їх яскравим сонцем, синім небом і тропічними деревами. Вони жили в французькому п'ятиповерховому будинку (батімані) на І поверсі навпроти універмагу (сукфеллаху). Після проведення пробної лекції 18 вересня, уже з 1 жовтня Богдан Копей почав вести заняття з дисципліни «Технічне обслуговування промислового обладнання». Студенти сприймали його добре і він користувався у них авторитетом. ·            Саме перебування в Алжирі сформувало Копея Б. В. як досвідченого викладача. Він видав посібник для студентів з курсу «Технічне обслуговування нафтового обладнання» та збірник методичних вказівок до практичних занять французькою мовою, написав два посібники французькою мовою. Водночас це відклало його роботу над докторською дисертацією. Робота була дуже плідною. За три роки Копей Б. В. прочитав шість різних дисциплін, опублікував п'ять статей та прочитав чотири доповіді на міжнародних конференціях в Хассі-Мессауді, Бумердесі та Гардаї, створив лабораторію конференціях, створив лабораторію «Технічне обслуговування машин», багато працював з французькою літературою в бібліотеці INH (Національний інститут нафти, газу і хімії), освоїв теорію надійності машин, що допомогло йому в подальшому у роботі над докторською дисертацією. Подорожі Алжиром залишили приємні спогади на все життя. Копею Б. В. вдалося тричі побувати в Сахарі (Ін-Аменас, Хасі-Месауд, Бу-Саада). Незабутнє враження справили   чудові краєвиди і самобутність міст  Оран та Бліду, а також римські поселення двотисячної давності в Тіпазі і Джемілі . Значним є внесок Богдана Копея у науку. Він і далі активно виступає на світових наукових симпозіумах та конгресах в Алжирі, Великобританії, Китаї, Фінляндії, Франції, Австрії, Польщі, Чехії, Росії, Єгипті, Угорщині. На міжнародному рівні ним зроблено 86 доповідей. У вересні-жовтні 2001 року Копей Б. В. пройшов тритижневе стажування в Канаді, в університеті м. Ріджайна. Він читав лекції для студентів університету та організовував наукові семінари з питань надійності бурового та нафтопромислового обладнання. Копей Б. В. відвідав багато наукових центрів та організацій Канади в містах Едмонтон, Саскатун, Калгарі та Естевані. Заслужену славу вченому принесла розробка обертача колони насосних штанг безперервної дії, яку він у 2004 році передав канадській фірмі для впровадження. Протягом 2011—2016 років отримав 4 гранти Техаського інституту науки США на виконання науково-дослідних і проектних робіт. З грудня 2012 по січень 2018 року професор Копей Б. В. читав лекції для студентів Краківської гірничо-металургійної академії (AGH) на тематику бурових та видобувних платформ на акваторіях морів та океанів. За підручниками професора Копея Б. В. «Kopey В. Maintenance des equipements petroliers. Memoire methodique, INH, Boumerdes, 1989, Algerie, 60 р.» та «Коpey B. V. Equipment for development of offshore petroleum deposits. Textbook. Series „Petroleum equipment“, volume 9 — Ivano-Frankivsk: IFNTUOG, 2018. — 523 p.» навчалися студенти Національного інституту нафти, газу та хімії у м. Бумердес (Алжир) і студенти Краківської гірничо-металургійної академії (AGH) у Польщі.

### Доробок
·        Головні наукові розробки вченого присвячені підвищенню надійності нафтогазового обладнання . Так, на бурових і нафтогазовидобувних підприємствах України та Росії впроваджено наступні розробки:
·        Бурильні труби та їх з'єднання:
·        - технології зміцнення замкових та зварних з'єднань бурильної колони поверхневим пластичним деформуванням (ППД) та нанесенням металізаційних покриттів (змонтовано 4 промислові установки ДОЦ-1 в Долині, Євпаторії, Краснограді (Україна) та Вуктилі (Росія, Республіка Комі);- методики розрахунку повного і залишкового ресурсу бурильної колони за параметрами корозійної втоми та швидкості росту втомних тріщин;- номограми та комп'ютерні програми для визначення моментів кріплення та розкріплення замкових різьб при СПО та ліквідації прихватів;
·        - стратегії технічного обслуговування та ремонту;
·        - пакет комп'ютерних програм для розрахунку бурового обладнання;
·        - автоматизований комп'ютерний розрахунок та вибір основних параметрів бурових роторів на основі регресійного аналізу конструкцій вітчизняного та закордонного виробництва;
·        - розроблення свердловинного превентора, патент України №.102957
·        Нафтогазопромислове обладнання:
- розробив наукові основи створення штанг та труб з полімерних композиційних матеріалів.

·        - комп'ютерна діагностична система з базою даних на основі Foxbase для вибору стратегії технічного обслуговування і ремонту СШНУ;- оцінка довговічності нафтогазопромислового обладнання на основі комп'ютерного аналізу параметрів його надійності;
·        - обертачі колони насосних штанг періодичної (ОКШ-100) та безперервної дії (ОКШБ-100), розроблено технічні умови (ТУ. У. — 02070855-025-2000) та організовано серійне виробництво на ТзОВ «Русич», отримано патент України № 49211А;
·        - нафтопромислові трубопроводи з склопластику (розроблені технічні умови), отримано патент України № 25205А, впроваджені в НГВУ «Долинанафтогаз».
·        Газонафтопроводи:
·        - створена теорія підсилення склопластиковими бандажами труби для ремонту газонафтопроводів, розроблені  технічні умови (ТУ У 80.3 — 02070855-003 — 2004), зроблені дослідні зразки, проведена промислова перевірка, отримано патенти України № 60506, № 69083, № 69157, патент на корисну модель № 15437. Створено ізоляційне композитне покриття трубопроводів. Технічні умови ТУ У 26.1 — 02070855- 003: 2010.
·        Серед винаходів можна виокремити технічні рішення, які стосуються технології зміцнення насосних штанг ППД та нанесення металізаційних та металополімерних покриттів (впроваджена установка УДША–1 для дробоструминного зміцнення та металізації штанг і установка УВЩ-25 для зміцнення штанг обертовими щітками в НГВУ «Долинанафтогаз»); розроблені і впроваджені конструкції гібридних та склопластикових насосних штанг для глибоких  свердловин (до 3000-4000 м):
·   (розроблено технічні умови ТУ У 29.5-13741713-002.2006 та
·   ТУ У 13741713.001-2000), підтверджені патентами України № 29783А, 35751А,
·   № 35781А,50094А,50093А);впроваджені в НГВУ «Долинанафтогаз».
·     розроблені і впроваджені сталеві насосні штанги з скребками-протекторами
(розроблені технічні умови), підтверджені  патентом України № 50092А), впроваджені в НГВУ «Долинанафтогаз».

## Публікації та редакційна робота
Б. В. Копей — продуктивний вчений, має 706 наукових публікацій, в тому числі 44 книги (монографії, навчальні посібники, словники, довідники та 47 винаходів. Є автором фундаментальної серії монографій, підручників, посібників та словника та атласа «Нафтогазове обладнання» з 15 томів.
Член редколегій наукових видань:  збірника «Розробка та розвідка нафтогазових родовищ», «Journal оf Hydrocarbon Power Engineering», «Число» НТШ та «Наукового вісника ІФНТУНГ», член наукової ради журналів «Буріння», «Drilling, Oil and Gas» (Краків — AGH) та SWorld.

## Членство
Академії
- З 1999 — дійсний член Української нафтогазової академії, керівник відділення «Нафтогазове обладнання та механізми»
- з 2002 — дійсний член Нью-йоркської академії наук
- з 2009 — член-кореспондент  Академії гірничих наук, керівник відділення «Нафта і газ» (2009—2013)

Членство в Спеціалізованих вчених радах
У 1998—2014 рр. — з методів та приладів контролю
З 1999—2021 рр. — з машин нафтової та газової промисловості, трубопровідний транспорт, нафтобази і нафтосховища.
- Голова (разова спеціалізована вчена рада ДФ 20.052.011 зі спеціальності 131 — Прикладна механіка.) та член трьох (ДФ 20.052.001, ДФ 20.052.002, ДФ 20.052.016) разових спеціалізованих вчених рад зі спеціальності 133 — Галузеве машинобудування

Закордонна наукова співпраця
- Наукове стажування в Університеті  Ріджайни (Канада) — 2002 р.
- Учасник міжнародних фахових конференцій у США, Україні, Польщі, Росії, Чехії, , Китаї, Австрії, Фінляндії, Франції, Великій Британії, Угорщині, Румунії, Єгипті, Алжирі, Естонії, Німеччині, Білорусі, Ізраїлі та ін.
- Виконання низки грантів Техаського інституту науки (США)- 2011—2016 рр.

### Наукова школа
Копей Богдан  Володимирович підготував 3 докторів наук, 2 докторів філософії та 9 кандидатів технічних наук.
Докторські дисертації
- Костишин Володимир Степанович — завідувач кафедри електропостачання та електрообладнання промислових підприємств, професор, доктор технічних наук. Докторська дисертація «Моделювання режимів роботи відцентрових насосів на основі електрогідравлічної аналогії» — спеціальність 05.15.13 — Нафтогазопроводи, бази та сховища (22.10.2003 р.)
- Лисканич Михайло Васильович, професор кафедри теоретичної механіки ІФНТУНГ, професор, доктор технічних наук. Докторська дисертація «Підвищення експлуатаційної надійності бурильної колони в умовах вібраційного навантажування» — спеціальність 05.05.12 — Машини нафтової та газової промисловості (30.06.2005 р.)
- Лопатін Валерій Володимирович — старший науковий співробітник Інституту геотехнічної механіки НАН України ім. М. С. Полякова (м. Дніпропетровськ), старший науковий співробітник, доктор технічних наук. Докторська дисертація «Наукові основи розроблення системи контролю технічного стану жорсткого армування шахтних стовбурів» — спеціальність 05.11.13 — Прилади і методи контролю та визначення складу речовин (21.02.2013 р.) ДД № 002111 від 31 травня 2013

Кандидатські дисертації
- Бучинський Мирослав Яремович, головний механік ПП «Пласт», кандидат технічних наук. Кандидатська дисертація «Раціональне конструювання та рекомендації щодо умов експлуатації клапанів поршневих бурових насосів» — спеціальність 05.15.07 — Машини і агрегати нафтової і газової промисловості (17.10.1996 р.)
- Беллауар Абдеррахман — доцент університету, м. Гардая, Алжир, кандидат технічних наук. Кандидатська дисертація: «Підвищення ефективності експлуатації компресорних станцій шляхом вдосконалення конструктивних елементів газоперекачувальних агрегатів»– спеціальність 05.15.13 — трубопровідний транспорт, нафтогазосховища (9.12.2010 р.)
- Онищук Станіслав Юрійович — директор приватного підприємства «Група Брасс», кандидат технічних наук. Кандидатська дисертація «Підвищення ресурсу штангової свердловинної насосної установки при високому вмісті парафінів та корозійних агентів у продукції свердловини» — спеціальність 05.05.12 — Машини нафтової і газової промисловості (28.04.2011 р.)
- Стефанишин Оксана Іванівна  – інженер-технолог  Бориславської ЦБВО ПАТ «Укрнафта», кандидат технічних наук. Кандидатська дисертація «Прогнозування та підвищення ресурсу редукторів верстатів-гойдалок» — спеціальність 05.05.12 — Машини нафтової і газової промисловості (1.06.2012 р.)  ДК № 008761 від 26 вересня 2012 року
- Кузьмін Олександр Олексійович — начальник зміни ЦІТС НГВУ «Долинанафтогаз», кандидат технічних наук. Кандидатська дисертація «Вдосконалення свердловинного обладнання для попередження відкладів піску, парафіну на смол» — спеціальність 05.05.12 — Машини нафтової і газової промисловості (28.09. 2012 р.) ДК № 011027 від 23 січня 2013
- Венгринюк Тетяна Петрівна — доцент кафедри нафтогазового обладнання ІФНТУНГ, кандидат технічних наук. Кандидатська дисертація «Розроблення ізоляційно-композитного покриття для підвищення міцності нафтогазопроводів з тривалим терміном експлуатації» — спеціальність 05.15.13 — трубопровідний транспорт, нафтогазосховища (25.06.2013 р.) ДК № 016718 від 10 жовтня 2013 року
- Михайлюк Василь Володимирович — доцент кафедри нафтогазового обладнання ІФНТУНГ, кандидат технічних наук. Кандидатська дисертація «Підвищення ефективності експлуатації різьбових з'єднань  насосних штанг»– спеціальність 05.05.12 — Машини нафтової і газової промисловості (23.10.2013 р.) ДК № 019142 17 січня 2014 року
- Ткач Микола Ярославович — кандидатська дисертація «Підвищення працездатності ЗРЗ бурильної колони імпульсним вакуумним газотермоциклічним іонно-плазмовим азотуванням» (15.09.2016) ДК № 039799  від 13 грудня 2016 року
- Юй Шуанжуй — кандидатська дисертація «Підвищення працездатності насосних штанг з полімерних композитних матеріалів» (04.04.2019) ДК № 052685 від 20.06.2019
- Стефанишин Андрій Богданович — «Прогнозування та підвищення ресурсу насосних штанг з експлуатаційними пошкодженнями», представленої  на здобуття наукового ступеня доктора філософії (11.12.2020 р.)
- Бакун Богдан Миколайович — дисертація на здобуття наукового ступеня доктора філософії: «Підвищення ресурсу гібридних насосних штанг» (14.09.2024), разова спецрада ДФ 20.052.039, спеціальність 133 – Галузеве машинобудування

Під керівництвом проф. Копея Б. В.виконано теми для наступних замовників:
| Зміцнення та очистка насосних штанг (НШ) дробоструминним наклепом та металізаційним цинкуванням, № 216/80, АзІНМаш, Баку                                                                                 |
| Дослідження методів підвищення довговічності насосних штанг № 188/80, ФМІ ім. Г. В. Карпенко |
| Дослідження по зміцненню штанг для середовищ Н2S і ефективності їх ремонту,№ 26/81-1, АзІНмаш, Баку |
| Дослідження втоми насосних штанг і визначення критеріїв їх відбраковки,№ 66/82, ВНДІТнафта, Самара |
| Втомні дослідження насосних штанг з дефектами, № 66/83, ВНДІТнафта, Самара |
| Розробка технології зміцнення насосних штанг металополімерними покриттями, № 166/85, ВО «Укрнафта» |
| Розробка труб та виробів з полімерних композиційних матеріалів (ПКМ), № 366/94, Дніпровське відділення УАННП                                                                                             |
| Розробка установки для випробування насосних штанг на опір корозійній втомі, № 214/96, Борислав, ЦБВО |
| Розробка основ механіки контактної взаємодії трубчастих конструкцій з ПКМ, ДК7, Держкомітет з питань науки та технологій                                                                                 |
| Розробка інтегральних комп'ютерних діагностичних комплексів, Д-45/2 МОН |
| Розробка наукових основ планово-попереджувальних ремонтів (ППР) СШНУ, Д-59 МОН |
| Розробка наукових основ ППР СШНУ, Д-3/4 МОН |
| Розробка штангообертача та скребків для боротьби з парафіноутвореннями, 61/99, НГВУ «Долинанафтогаз» |
| Розробка теоретичних основ проектування інструментів для ліквідації аварій при капітальному ремонті свердловин (КРС). № 366/99, УкрНДІгаз, Харків                                                        |
| Надання допомоги по удосконаленню штангообертачів, 1/01, НГВУ «Долинанафтогаз» |
| Розробка насосно-циркуляційного блока мобільної бурової установки (МБУ), Д7/4-4 МОН |
| Розробка труб та бандажів з ПКМ, 88/02 , ВАТ «Укртранснафта», Київ |
| Нові технології подовження ресурсу та підвищення ефективності роботи циркуляційної системи мобільної установки для буріння та ремонту свердловин вантажопідйомністю 780—1470 кН, Д9/4-04-п МОН           |
| Держбюджетна фундаментальна тема МОН України Д-4-15-Ф «Розробка наукових основ створення з'єднань з металополімерних композитних матеріалів та керування їх зносо-фрикційними та втомними властивостями» |
| «Експериментальні дослідження властивостей дослідних зразків насосних штанг після відновлення», 66/17, ТзОВ «Такт», м. Дніпро.                                                                           |
| «Експериментальні дослідження властивостей дослідних зразків бандажів нафтогазопроводів в умовах експлуатації». 7/18, КБ «Південне», м. Дніпро.                                                          |
| «Експериментальні дослідження властивостей дослідних зразків нафтогазопроводів в умовах експлуатації». 9/18 , Український науково-технологічний центр УНТЦ (м. Київ)                                     |

## Вибрані праці в наукометричних базах
Scopus, чотирнадцять документів:
1.      Severynchyk N.A., Kopei B.V. Inhibitive protection of  steel drill pipe from corrosion fatigue. Soviet materials science: a transl. of Physico- Chemical Mechanics of materials (FCMM), № 13, 3. 1978, pp. 318–319.
2.      B.V.Kopei, I.P.Gnyp. A method for the prediction of the service life of high-strength drill pipes based on the criteria of corrosion fatigue. Material Science. January-February, 1997, Vol.33, issue 1, pp. 99–103
3.      B. V. Kopey, A. V. Maksymuk and N. N. Shcherbyna.Analysis of contact stresses in structural joints of composite shell with steel banding. Mechanics of Composite Materials. Volume 36, Number 1 / January 2000 — рр.67-74.
4.      Bogorosh, O.T., Kopey, B.V., Bellaouar, A. Heat resistant alloys and wear resistant coatings for blades of gas pumping unitsMetallofizika i Noveishie Tekhnologii,2008,30(SPEC. ISS.), pp. 653–670
5.      А. Bellaouar, B.V. Kopey, N. Abdelbaki.  Methods of the rational choice of a labyrinth seal design for gas pumping units.  ISSN 1392  - 1207. MECHANIKA. 2013 Volume 19(1): 81-86
6.     Grydzhuk, J., Lyskanych, M., Kopey, B., Chuahjuy, Y. Determining the parameters of oscillation dissipation in a column of sucker rods Eastern-European Journal of Enterprise Technologies, 2017,  2(7-86), pp. 13–18.
7.     B.V. Kopei, A.B.Stefanyshyn, and T.P. Venhrynyuk. Fatigue strength of hybrid pump rods. Material Science. Vol.54.No.5 March 2019, pp. 739–742.
8.     Abdelkader Guillal. Noureddine Abdelbaki. Mohamed El Amine Bensghier, Mourad Betayeb, Bogdan Kopei. Effect of shape factor on structural reliability analysis of a surface cracked pipeline-parametric study. Frattura ed Integrità Strutturale, 06/2019,№ 13 (49), pp. 341–349.
9. B.V. Kopei, O. I. Zvirko, T. P. Venhrynyuk et al. Elevation of the fatigue strength of pump rods as a result of treatment with a special medium. Materials Science, Vol. 56, No. 1, July, 2020, pp.125-131.(Ukrainian Original Vol. 56, No. 1, January–February, 2020). DOI 10.1007/s11003-020-00406-0
10. B. V. Kopei, H. V. Krechkovska, V. P. Nisonskyi, and B. M. Bakun. Regularities of growth of fatigue cracks in hybrid pumping rods. Journal Materials Science, Vol. 57, No. 4, January, 2022, p.549-556. DOI 10.1007/s11003-022-00577-y
11. Halyna Krechkovska. Pecularities of fatigue cracks growth in steel and composite sucker rods. Halyna Krechkovska, Bogdan Kopey, Bohdan Bakun et al. / Procedia Structural Integrity 42 (2022) 1406—1413
12. Kopei, B., Kopei, I., Kopei, V., Onysko, O., Mykhailiuk, V. (2023). Comparison of the Main Parameters of the Steel and Carbon-Fiber-Reinforced Plastic Band Traction Units for Long-Stroke Oil Well Pumps. In: Karabegovic, I., Kovačević, A., Mandzuka, S. (eds) New Technologies, Development and Application VI. NT 2023. Lecture Notes in Networks and Systems, vol 687. Springer, Cham. pp 86–97, https://doi.org/10.1007/978-3-031-31066-9_10
13 . B. V. Kopei, H. V. Krechkovska, I. B. Kopei, and B. M. Bakun. Specific features of corrosion-fatigue fracture of steel and hybrid pump rods. Materials Science. 2023. Vol. 58, No. 6, P. 768—773.
14. Nengjun Ben, Oleg Vytyaz, Xin Jin, Roman Hrabovskyi, Bogdan Kopei. Failure analysis during the operation of offshore oil and gas structures. Analiza awarii podczas eksploatacji podmorskich złóż ropy i gazu. NAFTA-GAZ, August, 2023, p. 529—536.
Інші наукометричні бази:
- Копей Б. В., Кузьмін О. О. Визначення залишкової міцності та ресурсу насосних штанг з полімерних матеріалів. Сборник научных трудов SWorld. Материалы международной научно-практической конференции «Современные проблемы и пути их решения в науке, транспорте, производстве и образовании ‘ 2012». Выпуск 4. Том 8. — Одесса: КУПРИЕНКО, 2012 — с. 38-42
- Копей Б. В., Айсауі Адел, Кузьмін О. О. Вдосконалення конструкцій шлангокабелів для морських підводних нафтогазопромислів. Сборник научных трудов SWorld. Материалы международной научно-практической конференции «Современные направления теоретических и прикладных исследований ‘2013» - 19 — 30 марта 2013 г. Выпуск 1. Том 2. — Одесса: Куприенко, 2013– с. 87-91
- Копей Б. В., Мартинець О. Р., Овецький С. О., Стефанишин А. Б. Технологічні процеси та технічні засоби ремонту насосних штанг. Сборник научных трудов SWorld. Материалы международной научно-практической конференции «Современные проблемы и пути их решения в науке, транспорте, производстве и образовании '2013», 18-29 июня 2013 г. — Выпуск 2, том 7. — Одесса: Куприенко, 2013 — с. 78-84
- Копей Б. В., Бублінський Ю. В., Яриновський М. Г. Аналіз систем підводного гирлового обладнання. Сб. научных трудов Sworld " Научные исследования и их практическое применение. Современное состояние и пути развития’ 2013 — Вып.3. Том 14. — Иваново: Маркова АД, 2013 — с. 34-38
- Копей Б. В., Жиліна О. В., Яриновський М. Г. Класифікація морських нафтогазових споруд. Сб. научных трудов Sworld " Научные исследования и их практическое применение. Современное состояние и пути развития’ 2013 — Вып.3. Том 14. — Иваново: Маркова АД, 2013 — с. 39-48
- B.V.Kopey, V.V. Mykhailiyuk. Research of stress-deformation state of worn and corroded sucker rod thread connection. Ochrona przed korozją, — Wydawnictwo SIGMA-NOT2013 — № 11, pp. 519–523
- Копей В. Б., Копей Б. В. , Євчук О. В. , Стефанишин О. І., Шостаківський І. І. Вплив пускових характеристик на вібраційний стан редуктора верстата — гойдалки / Проблеми тертя та зношування: наук. — техн. збірник / гол.ред. Кіндрачук М. В. — К.: Вид. Нац.авіац.унту «НАУ-друк»,2014 — Вип. 1(62) с. 88-94
- Копей Б. В., Яриновський М. Г. Порівняльний аналіз морських нафтогазових промислів в умовах льодового покрову. Сборник научных трудов SWorld. — Вып.4(37). Том Conference «Perspective innovations in science, education, production and transport» — 16-26 December 2014, — Иваново: МАРКОВА АД , 2014 — с. 41-49
- Копей Б. В., Салісу І. К. Технологія та рідини глушіння нафтових свердловин з використанням колтюбінгових апаратів. Сборник научных трудов SWorld. — Вып.4(37). Том Conference «Perspective innovations in science, education, production and transport» — 16-26 December 2014, — Иваново: МАРКОВА АД , 2014 — с. 58-61
- Копей Б. В., Кузьмін О. О., Драган Ю. Р. . Розроблення пристрою для ежекційного промивання пісочного корку свердловини. Сборник научных трудов SWorld. — Вып.4(37). Том 9. Conference «Perspective innovations in science, education, production and transport» — 16-26 December 2014, — Иваново: МАРКОВА АД , 2014 — с. 79-84
- Kopey B.V., Shcherbiy Yu.Yu. Analysis of steam injection methods for heavy oil recovery/. Сборник научных трудов SWorld. — Вып.4(37). Том 9. Conference «Perspective innovations in science, education, production and transport» — 16-26 December 2014, — Иваново: МАРКОВА АД ,2014 — с.85-89
- Копей Б. В., Кузьмін О. О., Онищук О. О., Кравчук О. В. Аналіз впливу гідрометеорологічних факторів на морську бурову установку. Сборник научных трудов SWorld. — Вып.2 (39). Том 6. Conference «Modern problems and ways of their solution in science, transport, production and education» — 16-28 June 2015, — Иваново: Научный мир, 2015 — с. 8-18
- Копей Б. В., Нзе Летиція. Використання плавучих видобувних систем для глибоководних нафтогазових родовищ. Сборник научных трудов SWorld. — Вып.2 (39). Том 6. Conference «Modern problems and ways of their solution in science, transport, production and education» — 16-28 June 2015, — Иваново: Научный мир, 2015 — с. 18-24
- Копей Б. В., Кузьмін О. О., Юй Шуанжуй, Бублінський Ю. Я. Дослідження втомного руйнування з'єднань склопластикових насосних штанг. Сборник научных трудов SWorld. — Вып.2 (39). Том 6. Conference «Modern problems and ways of their solution in science, transport, production and education» — 16-28 June 2015, — Иваново: Научный мир, 2015 — с. 42-49
- Копей Б. В., Орленко В. І., Юй Шуанжуй. Вдосконалення приводу обертача колони насосних штанг. Сборник научных трудов SWorld. — Вып.2 (39). Том 6. Conference «Modern problems and ways of their solution in science, transport, production and education» — 16-28 June 2015, — Иваново: Научный мир, 2015 — с. 49-52
- Kopey B.V., Liakh M.M., Kryvonozhko T.A. Subsea separation systems with multiphase pumps. Сборник научных трудов SWorld. — Вып.2 (39). Том 6. Conference «Modern problems and ways of their solution in science, transport, production and education» — 16-28 June 2015, — Иваново: Научный мир, 2015 — с. 24-28
- Копей Б. В., Кузьмін О. О., Мартинець О. Р., Стефанишин О. Д. Оцінка характеристик циклічної тріщиностійкості матеріалів конструкцій нафтогазового обладнання. Сборник научных трудов SWorld: Мир науки и инноваций. — Выпуск № 2(2) 2015 г. Том 5. (Интеллектуальный потенциал XXI века '2015')– 10 — 22 November 2015, — Иваново: Научный мир, 2015 — с. 33-40
- Копей Б. В., Кузьмін О. О. Підвищення герметичності з'єднання труб з полімерних композитів та вибір їх раціональних конструкцій. Сборник научных трудов SWorld: Мир науки и инноваций.. — Вып.2 (2). Том 5. Conference «Интеллектуальный потенциал XXI века ‘2015» — 10 — 22 November 2015, — Иваново: Научный мир, 2015 — с. 8-14
- Копей Б. В., Кузьмін О. О. Обґрунтування доцільності використання багатоканальних промислових трубопроводів Сборник научных трудов SWorld: Мир науки и инноваций. — Вып.2 (2). Том 5. Conference «Intellectual potential of the XXI century ‘2015» — 10 — 22 November 2015, — Иваново: Научный мир, 2015 — с. 37-46
- Копей Б. В., Мартинець О. Р. Дослідження навантажень, що діють на насосні штанги в процесі експлуатації — ЦИТ: n216-267 — Научный взгляд в будущее. — Выпуск 2(2). Том 2. — Одесса: КУПРИЕНКО С. В., 2016 — с. 88-89
- Копей Б. В., Мартинець О. Р. Аналіз відмов колони насосних штанг. ЦИТ: n216-268 -  Научный взгляд в будущее. — Выпуск 2(2). Том 2. — Одесса: КУПРИЕНКО С. В., 2016 — с. 89-93
- Б. В. Копей, Юй Шуанжуй, Орленко В. І. Вдосконалення червячних обертачів безперервної дії колони склопластикових насосних штанг. Научный взгляд в будущее. — Выпуск 2(2). Том 5. — Одесса: КУПРИЕНКО С. В., 2016 — с. 71-74
- Копей Б. В., Гладкий С. І., Сичов Ю. С. Надійність високоміцних бурильних труб при бурінні глибоких свердловин. Научные труды SWorld. — Выпуск 3(44). Том 2. — Иваново: Научный мир, 2016 — с. 62-67
- Копей Б. В., Гладкий С. І., Сичов Ю. С. Надійність високоміцних бурильних труб при бурінні глибоких свердловин. Научные труды SWorld. — Выпуск 3(44). Том 2. — Иваново: Научный мир, 2016 — с. 62-67
  - Копей Б. В., Мартинець О. Р. Технологія контролю насосних штанг магнітопорошковим методом — ЦИТ: n 416—047, Sworld, 20-27 December 2016, «Perspective Innovations in Science, Education, Production and Transport» ‘2016 Випуск 45,Том 3. — Одесса: КУПРИЕНКО С. В., 2016 — с.30-38.
  - Копей Б. В., Стефанишин А. Б. Оцінка границі втомної міцності насосних штанг при асиметричному навантаженні. Научные труды SWorld. — Выпуск 46. Том 2. — Иваново: Научный мир, 2017 ЦИТ: 117—034, с.57-65.
  - Копей Б. В., Мартинець О.P.,  Стефанишин А. Б. Аналіз поломок насосних штанг в різних умовах експлуатації . Modern problems and ways of their solution in science, transport, production and education‘2017, SWorld — May 2017, Том2, випуск 47.С-48-52.
  - Копей Б. В., Мартинець О.P.Принцип дії антикорозійного поліуретанового покриття . SWorld — May 2017- Научные труды SWorld . — Выпуск 47. Том 2. — Иваново: Научный мир, — 2017 — c.62 — 65 ·        Копей Б. В., Гладкий С. І., Юй Шуанжуй, Бурда М. Й., Стефанишин А. Б. Прогнозування ймовірності ресурсу сталевих та композитних насосних штанг. Scientific researches and their practical application. Modern state and ways of development ‘2017. Научные труды SWorld . — Выпуск 48. Том 1. — Иваново: Научный мир, — 2017 — c.13-18. ·         Копей Б., Гладкий С. І., Сичов Ю. С. Прогнозування залишкового ресурсу високоміцних бурильних труб за швидкістю росту корозійної втоми в докритичному періоді Scientific researches and their practical application. Modern state and ways of development ‘2017. Научные труды SWorld . — Выпуск 48. Том 1. — Иваново: Научный мир, — 2017 — c.18-24. ·         Кopey B.V., Yu Shuangrui, Stefanyshyn A.B. The fatigue strength research of the fiberglass and hybrid sucker rods under cyclic stress and bending. Scientific researches and their practical application. Modern state and ways of development ‘2017. Научные труды SWorld . — Выпуск 48. Том 1. — Иваново: Научный мир, — 2017 — c.25-32. ·        Лопатін В. В., Копей Б. В. , Копей І. Б. Оцінка надійності обладнання штангової насосної установки і розробка оптимальних планів-графіків її ремонтів. Прикарпатський вісник НТШ. — Число.- 2017. — № 2 (38) — С. 274—283. ·         Лопатін В. В., Копей Б. В. , Копей І. Б. Стратегія оновлення елементів колони насосних штанг на основі теорії ланцюгів Маркова. Прикарпатський вісник НТШ. — Число.- 2017. — № 2 (38) — С. 53-56. ·        Kopey B., Artym V., Rachkevych I., Rachkevych R. Estimation of the drill pipes residual resource under the multiaxial stress state. Technology audit and production reserves. № 1/1(45), 2019 — рр.10-14. ·        Kopey B.V., Lopatin V.V. Kopey I.B. Reliability assessment of the sucker rod pumping unit equipment components and the development of their repairs optimal plans — «Modern scientific researches».  International periodic scientific journal, Issue № 8,Part 1,May 2019. Yolnat PE, Minsk, Belarus — p. 9-13. ·        Б. В. Копей. Т. А. Манько, О. П. Роменская, И. А. Гусарова. Экспериментальные исследования характеристик углепластиковых элементов нефтепроводов в условиях, моделирующих эксплуатационные. Вісник КрНУ імені Михайла Остроградського. Випуск 5/2019 (118), с 123—128. ·        Kopei B.V., Man'ko T.A., Romenska O.P.Carbon Fiber Pipes Characteristics Research Under Cyclic Pressure Action. Modern Appoaches on Material Science. 2(1)- 2019.- p.178-181, MAMS.MS.ID.000129. DOI: 10.32474/MAMS.2019.02.000129.
  - Копей Б, В., Мартинець О. Р., Бакун Б. М. Розрахунок числа циклів навантаження насосної штанги з втомною тріщиною до критичного значення. Конференція Sworld «World Scientific and Technical Trends’ 2020», Німеччина, 26-27 листопада, 2020, с.4-8. ·        Копей Б. В., Бакун Б. М., Копей І. Б., Лаба О. В. Втомне руйнування гібридних насосних штанг ."Modern Scientific Researches", Issue № 18, Part 1 , December 2021,Yolnat PE, Minsk, Belarus, с.40-49

## Нагороди
Срібна медаль ВДНГ СРСР, 1984.
Срібна медаль ВДНГ УРСР, 1985.
Бронзова медаль ВДНГ СРСР, 1976.
Нагороджений медаллю та дипломом "Відомий науковець року 2011 р. " Івано-Франківської Обласної державної адміністрації і обласної ради.
Лауреат щорічної премії імені Г. Терсенова та нагороджений медаллю Івано-Франківської Обласної державної адміністрації і обласної ради та ТВР і СНЮ України, Лауреат премії «Галицькі кмітливці-2012» та медаль «Галицькі кмітливці» .
Медаль 50 років ІФНТУНГ (2017).
Медаль за заслуги ІФНТУНГ (2018).
Медаль "Ветеран ІФНТУНГ (2024).
Нагороджений грамотами Івано-Франківської Обласної державної адміністрації, НАК «Нафтогаз України» та ПАТ «Укрнафти».